# Platyzosteria hartmeyeri
Platyzosteria hartmeyeri är en kackerlacksart som beskrevs av Robert Walter Campbell Shelford 1909. Platyzosteria hartmeyeri ingår i släktet Platyzosteria och familjen storkackerlackor. Inga underarter finns listade i Catalogue of Life.